# Luca Ghiotto
Luca Ghiotto (Arzignano, 24 febbraio 1995) è un pilota automobilistico italiano che nel 2015 ha gareggiato in GP3 e dal 2016 fino al 2020 ha gareggiato in Formula 2.

## Carriera
Nato nel 1995 ad Arzignano, iniziò la sua carriera da pilota guidando i kart nel 2008 nella categoria KF3; nello stesso anno vinse il titolo. Finì quarto nell'anno successivo e rimase nella categoria fino al 2010.
Nel 2011 Ghiotto debuttò nella Formula Abarth con la scuderia Prema Powerteam. Finì la stagione in 9ª posizione nel campionato italiano, con un podio nel circuito di Misano, e in 6ª posizione nel campionato europeo, nel quale ottenne quattro podi. L'anno seguente, sempre con la stessa scuderia, si piazzò 2º in entrambe le classifiche.
Ghiotto rimase con la Prema quando il team passò al campionato di Formula Renault con motore 2 litri e prese parte alle ultime gare della stagione 2012. Nel 2013, sempre con la Prema, prese parte all'intero campionato sia di Formula Renault 2.0 Alps, che Eurocup Formula Renault 2.0, ottenendo un podio al circuito Paul Ricard e una vittoria al circuito di Spa-Francorchamps, terminando il campionato in nona posizione. Nelle Alps Series vinse la prova disputatasi a Pau.
Nel 2014 passò alla Formula Renault 3.5 Series, dove gareggiò con la Draco Racing.

### GP3 Series
A fine stagione 2014 Ghiotto debuttò nel campionato GP3 Series, ottenendo subito una pole position sul circuito di Spa-Francorchamps e piazzandosi 20º nella classifica finale. Nel 2015 continua a gareggiare in questa categoria con la scuderia Trident Racing, riuscendo ad ottenere la pole position in cinque diversi gran premi (Spagna, Austria, Ungheria, Belgio e Italia). Inoltre riesce a siglare cinque vittorie sui circuiti di: Spielberg, Budapest, SPA-Francorchamps, Sochi International Street Circuit e Bahrain International Circuit. In classifica generale si è piazzato in 2ª posizione a soli 8 punti dal leader Esteban Ocon.

### GP2 Series/Formula 2
Nonostante non riesca a inserirsi nel programma Red Bull Junior Team, Ghiotto nella stagione 2016 sale di categoria e corre in GP2 Series, rimanendo sempre nella Trident Racing. Nel corso della stagione riesce a ottenere un successo nel gran premio della Malaysia e tre podi nei gran premi di Silverstone, Hockenheim e Spa-Francorchamps. Chiude il campionato in 8ª posizione con 111 punti.
Il 15 febbraio 2017 il team Russian Time annuncia la propria line up in GP2, categoria che cambia il nome in Campionato FIA di Formula 2, per il campionato 2017: Ghiotto prende il sedile occupato durante la stagione precedente da Raffaele Marciello; confermato il compagno di squadra Artem Markelov. Si tratta della seconda stagione nella categoria per il pilota italiano. Conquista una vittoria e con una buona costanza riesce a conquistare il quarto posto in classifica generale.

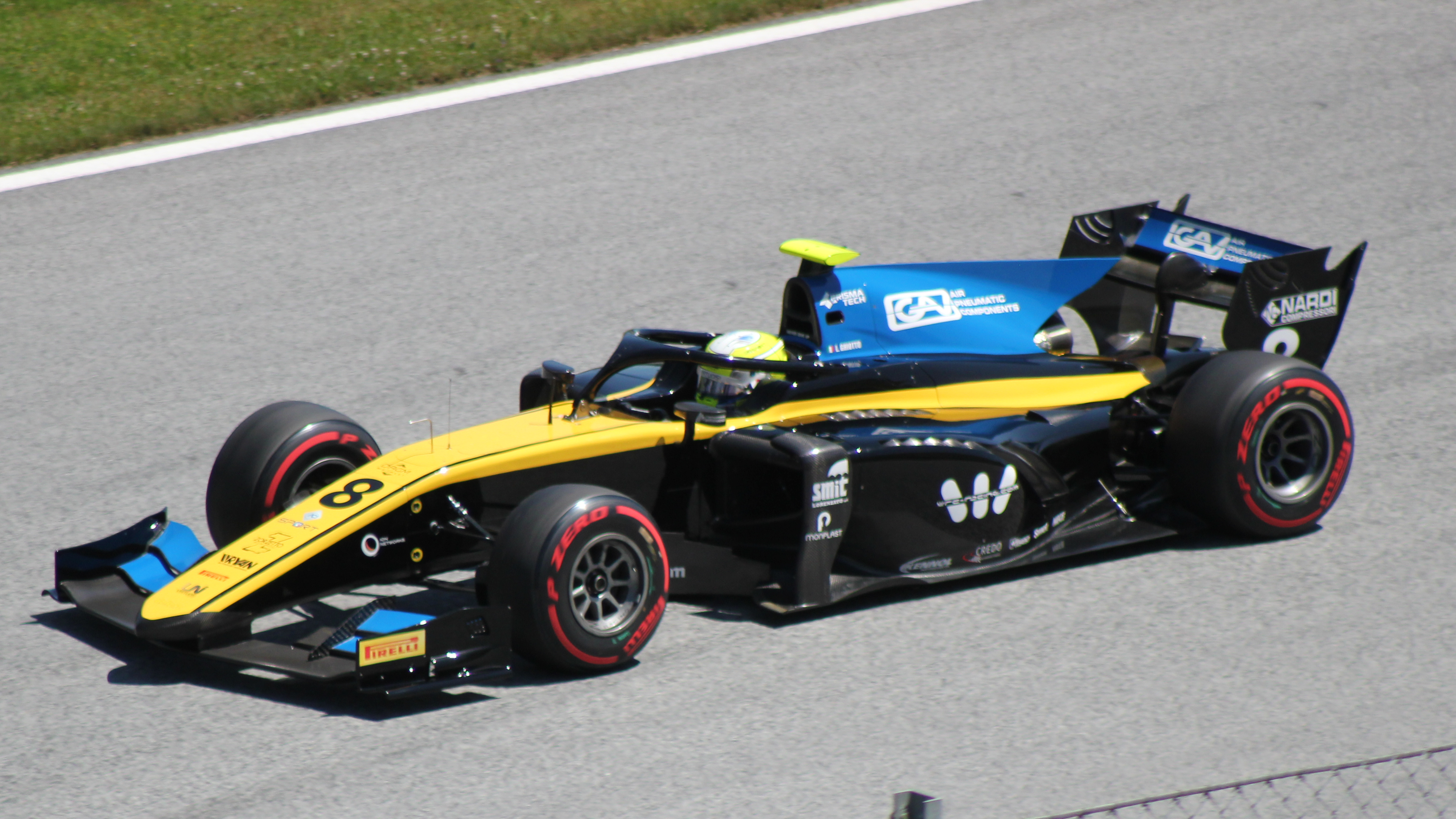
Ghiotto a bordo della sua UNI-Virtuosi

Per la stagione successiva resta nella categoria passando al team Campos Racing. La stagione si rivela essere peggiore della precedente, ma Ghiotto riesce comunque ad andare a podio quattro volte ed è ottavo al termine del campionato.
Il 6 Dicembre 2018 il team UNI-Virtuosi annuncia Ghiotto tra i propri piloti per la stagione 2019 di F2, affiancato da Guanyu Zhou. Durante la stagione ottiene quattro vittorie, la prima in Bahrain in Gara 2 (appuntamento in cui ottiene anche la pole), la seconda in Gara 1 in Inghilterra mentre le ultime due in Russia e a Yas Marina entrambe nella Sprint Race. Nel 2020 ha corso per la neonata Hitech, vincendo una gara in Ungheria e giungendo sul podio a Barcellona, Monza e Toscana.
Nel settembre del 2022 torna in Formula 2 nel round di Monza, Ghiotto sostituisce lo squalificato Roy Nissany sul sedile del team DAMS.
In Formula 2 detiene diversi record, maggior numero di podi (24), maggior punti conquistati (609).

### Test in Formula 1
Il 2 agosto 2017 fa il suo debutto in una monoposto di Formula 1, la Williams FW40, durante i test svolti all'interno del Campionato mondiale di Formula 1 2017 nel circuito dell'Hungaroring. Durante tale test compie 161 giri e fa segnare il tempo di 1'20"414, che gli consente di chiudere la giornata in undicesima posizione.

### Endurance

#### 2019-2020: Debutto nel WEC
Debutta alla guida di un prototipo, la Ginetta G60, durante il prologo della stagione 2019/2020. Il debutto in gara avviene invece al secondo appuntamento stagionale, la 6 ore di Fuji, in cui in equipaggio con Ben Hanley e Egor Orudzhev porta in pista la Ginetta numero 5.

#### 2020: Prime esperienze nel GTWC Europe
Nel 2020 firma un contratto con il team svizzero R-motorsport per partecipare al GT World Challenge. Tuttavia non partecipa a nessuna gara, durante il primo weekend di gara, la 12 Ore di Bathurst, in seguito ad un incidente occorso ad un suo compagno di equipaggio durante le prove, la macchina risulta troppo danneggiata per poter partecipare alla gara. In seguito, per problemi economici relativi alla pandemia di COVID-19 il team svizzero decide di ritirarsi dal campionato. 

#### 2021: Campionato Italiano GT
Ad aprile 2021 annuncia la partecipazione al Campionato Italiano Gran Turismo, serie Sprint, alla guida di una Lamborghini Huracan GT3 del team Imperiale Racing insieme a Alex Frassineti. I due nella prima gara della stagione all'Autodromo nazionale di Monza arrivano terzi, nella seconda gara sempre sul circuito monzese chiudono quarti. In entrambe due gare a Misano finiscono quarti al traguardo. Saltate le due gare di Imola Ghiotto torna per ultimo round al Mugello dove arriva secondo in gara uno mentre chiude nelle retrovie nella seconda gara. Chiude la sua prima stagione completa nel GT al settimo posto in classifica.

#### 2022: 24 ore di Daytona e GT World
Ghiotto per la prima volta nella sua carriera parteciperà con il team G-Drive alla 24 Ore di Daytona nella categoria LMP2. Nel resto della stagione corre nella GT World Challenge Europe con il team Tresor supportato da Car Collection.

#### 2024-25: European Le Mans Series
Dopo un anno fuori al endurance, il pilota italiano ritorna nella European Le Mans Series legandosi al team Inter Europol Competition. Ghiotto viene confermato dal team anche per la stagione seguente.  

### Formula E

#### 2023: Collaudatore Nissan
Il 13 aprile 2023 Ghiotto diventa pilota del simulatore e test driver del team Nissan, squadra con cui parteciperà ai rookie test di Berlino. Nel giorno di test il pilota italiano fa segnare il quarto miglior tempo. Partecipa poi con il team giapponese alle Rookie Free Practice dell'E-Prix di Roma, chiudendo la sessione al terzo posto.

### IndyCar
Nel 2024 Ghiotto esordirà nella IndyCar Series nelle gare di Barber e Indianapolis correndo per il team Dale Coyne Racing. Dopo aver saltato due corse, il pilota italiano viene richiamato da Dale Coyne per altre due gare, a Road America e Laguna Seca.

## Risultati in carriera

### Riassunto della carriera
| Stagione | Campionato                              | Team                                   | Gare                        | Vittorie                    | Pole                        | Giri Veloci                 | Podi                        | Punti                       | Pos.                        |
| -------- | --------------------------------------- | -------------------------------------- | --------------------------- | --------------------------- | --------------------------- | --------------------------- | --------------------------- | --------------------------- | --------------------------- |
| 2011     | Campionato italiano Formula Abarth      | Prema Powerteam                        | 14                          | 0                           | 1                           | 2                           | 1                           | 42                          | 9º                          |
| 2011     | Campionato europeo Formula Abarth       | Prema Powerteam                        | 14                          | 0                           | 0                           | 1                           | 4                           | 65                          | 6º                          |
| 2012     | Campionato europeo Formula Abarth       | Prema Powerteam                        | 24                          | 7                           | 8                           | 9                           | 11                          | 246                         | 2º                          |
| 2012     | Campionato italiano Formula Abarth      | Prema Powerteam                        | 18                          | 6                           | 7                           | 7                           | 7                           | 175                         | 2º                          |
| 2012     | Formula Renault 2.0 Alps                | Prema Powerteam                        | 4                           | 0                           | 0                           | 0                           | 0                           | 22                          | 19º                         |
| 2012     | Formula Renault 2.0 NEC                 | Prema Powerteam                        | 2                           | 0                           | 0                           | 0                           | 0                           | 7                           | 44º                         |
| 2013     | Formula Renault 2.0 Alps                | Prema Powerteam                        | 14                          | 5                           | 0                           | 2                           | 8                           | 211                         | 2º                          |
| 2013     | Eurocup Formula Renault 2.0             | Prema Powerteam                        | 14                          | 1                           | 1                           | 0                           | 2                           | 69                          | 9º                          |
| 2013     | Pau Formula Renault 2.0 Trophy          | Prema Powerteam                        | 1                           | 1                           | 0                           | 0                           | 1                           | N/A                         | 1º                          |
| 2014     | Formula Renault 3.5 Series              | Draco Racing                           | 17                          | 0                           | 0                           | 0                           | 0                           | 26                          | 17º                         |
| 2014     | GP3 Series                              | Trident                                | 4                           | 0                           | 1                           | 0                           | 0                           | 4                           | 20º                         |
| 2015     | GP3 Series                              | Trident                                | 18                          | 5                           | 5                           | 9                           | 8                           | 245                         | 2º                          |
| 2016     | GP2 Series                              | Trident                                | 22                          | 1                           | 0                           | 3                           | 4                           | 111                         | 8º                          |
| 2017     | Formula 2                               | Russian Time                           | 22                          | 1                           | 0                           | 0                           | 7                           | 185                         | 4º                          |
| 2018     | Formula 2                               | Campos Racing                          | 24                          | 0                           | 0                           | 2                           | 4                           | 111                         | 8º                          |
| 2019     | Formula 2                               | UNI-Virtuosi                           | 22                          | 4                           | 2                           | 2                           | 9                           | 207                         | 3º                          |
| 2019-20  | WEC - LMP1                              | Team LNT                               | 1                           | 0                           | 0                           | 0                           | 1                           | 0.5                         | 24º                         |
| 2020     | Formula 2                               | Hitech Grand Prix                      | 23                          | 1                           | 0                           | 1                           | 4                           | 106                         | 10º                         |
| 2021     | Campionato Italiano GT                  | Imperiale Racing                       | 6                           | 0                           | 0                           | 0                           | 2                           | 51                          | 7º                          |
| 2022     | GT World Challenge Europe Sprint Cup    | Tresor by Car Collection               | 8                           | 0                           | 0                           | 0                           | 0                           | 22                          | 10º                         |
| 2022     | GT World Challenge Europe Endurance Cup | Tresor by Car Collection               | 5                           | 0                           | 0                           | 0                           | 0                           | 12                          | 24º                         |
| 2022     | IMSA-LMP2                               | G-Drive Racing                         | 1                           | 0                           | 0                           | 0                           | 0                           | -                           | NC                          |
| 2022     | Formula 2                               | DAMS                                   | 2                           | 0                           | 0                           | 0                           | 0                           | 0                           | 25º                         |
| 2022–23  | Formula E                               | Nissan Formula E Team                  | Collaudatore / Terzo pilota | Collaudatore / Terzo pilota | Collaudatore / Terzo pilota | Collaudatore / Terzo pilota | Collaudatore / Terzo pilota | Collaudatore / Terzo pilota | Collaudatore / Terzo pilota |
| 2023–24  | Formula E                               | Nissan Formula E Team                  | Collaudatore / Terzo pilota | Collaudatore / Terzo pilota | Collaudatore / Terzo pilota | Collaudatore / Terzo pilota | Collaudatore / Terzo pilota | Collaudatore / Terzo pilota | Collaudatore / Terzo pilota |
| 2024     | ELMS – LMP2                             | Inter Europol Competition              | 2                           | 0                           | 0                           | 0                           | 0                           | 4*                          |                             |
| 2024     | IndyCar Series                          | Dale Coyne Racing con Rick Ware Racing | 2                           | 0                           | 0                           | 0                           | 0                           | 14*                         |                             |

* Stagione in corso.

### Eurocup Formula Renault 2.0
(legenda) (Le gare in grassetto indicano la pole) (Le gare in corsivo indicano il giro veloce)
| Stagione | Team            | 1   | 2   | 3   | 4   | 5   | 6   | 7   | 8   | 9   | 10  | 11  | 12  | 13  | 14  | Punti | Pos. |
| -------- | --------------- | --- | --- | --- | --- | --- | --- | --- | --- | --- | --- | --- | --- | --- | --- | ----- | ---- |
| 2013     | Prema Powerteam | ALC | ALC | SPA | SPA | MSC | MSC | RBR | RBR | HUN | HUN | LEC | LEC | CAT | CAT | 69    | 9º   |
| 2013     | Prema Powerteam | 14  | 25  | 31  | 1   | 5   | 9   | 32  | 7   | 6   | 11  | 2   | 22  | 27  | 23  | 69    | 9º   |

### Formula Renault 3.5 Series
(legenda) (Le gare in grassetto indicano la pole) (Le gare in corsivo indicano il giro veloce)
| Stagione | Team                       | 1   | 2   | 3   | 4   | 5   | 6   | 7   | 8   | 9   | 10  | 11  | 12  | 13  | 14  | 15  | 16  | 17  | Punti | Pos. |
| -------- | -------------------------- | --- | --- | --- | --- | --- | --- | --- | --- | --- | --- | --- | --- | --- | --- | --- | --- | --- | ----- | ---- |
| 2014     | International Draco Racing | MNZ | MNZ | ALC | ALC | MON | SPA | SPA | MSC | MSC | NÜR | NÜR | HUN | HUN | LEC | LEC | JER | JER | 26    | 17º  |
| 2014     | International Draco Racing | 16  | 4   | 16  | Rit | 14  | 6   | Rit | 16  | 14  | Rit | 15  | 11  | 19  | 7   | 16  | 13  | Rit | 26    | 17º  |

### GP3 Series
(legenda) (Le gare in grassetto indicano la pole) (Le gare in corsivo indicano il giro veloce)
| Stagione | Team    | 1   | 2   | 3   | 4   | 5   | 6   | 7   | 8   | 9   | 10  | 11  | 12  | 13  | 14  | 15  | 16  | 17  | 18  | Punti | Pos. |
| -------- | ------- | --- | --- | --- | --- | --- | --- | --- | --- | --- | --- | --- | --- | --- | --- | --- | --- | --- | --- | ----- | ---- |
| 2015     | Trident | CAT | CAT | RBR | RBR | SIL | SIL | HUN | HUN | SPA | SPA | MNZ | MNZ | SOC | SOC | BHR | BHR | YMC | YMC | 245   | 2º   |
| 2015     | Trident | 2   | 8   | 1   | 3   | 4   | 7   | 1   | 4   | 5   | 1   | Rit | 3   | 1   | 8   | 4   | 1   | 5   | 4   | 245   | 2º   |

### GP2 Series
(legenda) (Le gare in grassetto indicano la pole) (Le gare in corsivo indicano il giro veloce)
| Stagione | Team    | 1   | 2   | 3   | 4   | 5   | 6   | 7   | 8   | 9   | 10  | 11  | 12  | 13  | 14  | 15  | 16  | 17  | 18  | 19  | 20  | 21  | 22  | Punti | Pos. |
| -------- | ------- | --- | --- | --- | --- | --- | --- | --- | --- | --- | --- | --- | --- | --- | --- | --- | --- | --- | --- | --- | --- | --- | --- | ----- | ---- |
| 2016     | Trident | CAT | CAT | MON | MON | BAK | BAK | RBR | RBR | SIL | SIL | HUN | HUN | HOC | HOC | SPA | SPA | MNZ | MNZ | SEP | SEP | YMC | YMC | 111   | 8º   |
| 2016     | Trident | Rit | 12  | Rit | 14  | 9   | 12  | 4   | 9   | 5   | 2   | 17  | Rit | 2   | 4   | 7   | 3   | 6   | Rit | 7   | 1   | 11  | 19  | 111   | 8º   |

### Formula 2
(legenda) (Le gare in grassetto indicano la pole) (Le gare in corsivo indicano il giro veloce)
| Stagione | Team              | 1   | 2   | 3   | 4   | 5   | 6   | 7    | 8    | 9    | 10   | 11  | 12  | 13  | 14  | 15  | 16  | 17  | 18  | 19  | 20  | 21   | 22   | 23   | 24   | 25  | 26  | 27  | 28  | Punti | Pos. |
| -------- | ----------------- | --- | --- | --- | --- | --- | --- | ---- | ---- | ---- | ---- | --- | --- | --- | --- | --- | --- | --- | --- | --- | --- | ---- | ---- | ---- | ---- | --- | --- | --- | --- | ----- | ---- |
| 2017     | Russian Time      | BHR | BHR | CAT | CAT | MON | MON | BAK  | BAK  | RBR  | RBR  | SIL | SIL | HUN | HUN | SPA | SPA | MNZ | MNZ | JER | JER | YMC  | YMC  |      |      |     |     |     |     | 185   | 4º   |
| 2017     | Russian Time      | 7   | 2   | 2   | 7   | 5   | 4   | 16   | 7    | 14   | 4    | 6   | 2   | 6   | 8   | 2   | 3   | 4   | 1   | 7   | 4   | 3    | 5    |      |      |     |     |     |     | 185   | 4º   |
| 2018     | Campos Racing     | BHR | BHR | BAK | BAK | CAT | CAT | MON  | MON  | LEC  | LEC  | RBR | RBR | SIL | SIL | HUN | HUN | SPA | SPA | MNZ | MNZ | SOC  | SOC  | YMC  | YMC  |     |     |     |     | 111   | 8º   |
| 2018     | Campos Racing     | 12  | 6   | Rit | 14  | 4   | 5   | Rit  | Rit  | 3    | 3    | 12  | 13  | 5   | 10  | 6   | 2   | 7   | 6   | 10  | 6   | Rit  | 14   | 3    | 9    |     |     |     |     | 111   | 8º   |
| 2019     | UNI-Virtuosi      | BHR | BHR | BAK | BAK | CAT | CAT | MON  | MON  | LEC  | LEC  | RBR | RBR | SIL | SIL | HUN | HUN | SPA | SPA | MNZ | MNZ | SOC  | SOC  | YMC  | YMC  |     |     |     |     | 158   | 3º   |
| 2019     | UNI-Virtuosi      | 2   | 1   | 9   | Rit | 4   | 2   | SQ   | Rit  | Rit  | 12   | 2   | 2   | 1   | 15  | 6   | 8   | C   | C   | 2   | 15  | 4    | 1    | 6    | 1    |     |     |     |     | 158   | 3º   |
| 2020     | Hitech Grand Prix | RBR | RBR | RBR | RBR | HUN | HUN | SIL1 | SIL1 | SIL2 | SIL2 | CAT | CAT | SPA | SPA | MNZ | MNZ | MUG | MUG | SOC | SOC | SAK1 | SAK1 | SAK2 | SAK2 |     |     |     |     | 106   | 10º  |
| 2020     | Hitech Grand Prix | NP  | Rit | 11  | 10  | 4   | 1   | 17   | 19†  | 13   | 10   | 8   | 2   | 9   | 5   | 2   | 16  | 2   | Rit | 4   | 5+  | 12   | Rit  | 16   | 7    |     |     |     |     | 106   | 10º  |
| 2022     | DAMS              | BHR | BHR | JED | JED | IMO | IMO | CAT  | CAT  | MON  | MON  | BAK | BAK | SIL | SIL | RBR | RBR | PAU | PAU | HUN | HUN | SPA  | SPA  | ZAN  | ZAN  | MNZ | MNZ | YMC | YMC | 0     | 25º  |
| 2022     | DAMS              |     |     |     |     |     |     |      |      |      |      |     |     |     |     |     |     |     |     |     |     |      |      |      |      | 13  | Rit |     |     | 0     | 25º  |

### Campionato del mondo endurance
| Anno    | Squadra  | Classe | Vettura           | SIL | FUJ | SHA | BHR | COA | SPA | LMS | BHR | Punti | Pos. |
| ------- | -------- | ------ | ----------------- | --- | --- | --- | --- | --- | --- | --- | --- | ----- | ---- |
| 2019-20 | Team LNT | LMP1   | Ginetta G60-LT-P1 |     | 11  |     |     |     |     |     |     | 0.5   | 24º  |
| Legenda |          |        |                   |     |     |     |     |     |     |     |     |       |      |

### Campionato Italiano GT
| Anno | Serie  | Classe  | Squadra          | Vettura                     | Numero | Co-piloti       | 1   | 2   | 3   | 4   | 5   | 6   | 7   | 8   | Punti | Pos. |
| ---- | ------ | ------- | ---------------- | --------------------------- | ------ | --------------- | --- | --- | --- | --- | --- | --- | --- | --- | ----- | ---- |
| 2021 | Sprint | GT3 PRO | Imperiale Racing | Lamborghini Huracán GT3 Evo | 63     | Alex Frassineti | MNZ | MNZ | MIS | MIS | IMO | IMO | MUG | MUG | 51    | 7º   |
| 2021 | Sprint | GT3 PRO | Imperiale Racing | Lamborghini Huracán GT3 Evo | 63     | Alex Frassineti | 3   | 4   | 4   | 4   |     |     | 2   | 8   | 51    | 7º   |

* Stagione in corso.

### Risultati in European Le Mans Series
| Anno    | Squadra                   | Classe | Vettura  | BAR | LEC | IMO | SPA | MUG | ALG | Punti | Pos. |
| ------- | ------------------------- | ------ | -------- | --- | --- | --- | --- | --- | --- | ----- | ---- |
| 2024    | Inter Europol Competition | LMP2   | Oreca 07 | 8   | 13  | 7   | 4   | 3   | 5   | 47    | 8°   |
| Legenda |                           |        |          |     |     |     |     |     |     |       |      |

*Stagione in corso.

### Risultati IndyCar Series
| Anno | Squadra           | Telaio       | Motore | 1   | 2   | 3      | 4      | 5    | 6   | 7      | 8   | 9   | 10  | 11  | 12  | 13  | 14  | 15  | 16  | 17  | Punti | Pos. |
| ---- | ----------------- | ------------ | ------ | --- | --- | ------ | ------ | ---- | --- | ------ | --- | --- | --- | --- | --- | --- | --- | --- | --- | --- | ----- | ---- |
| 2024 | Dale Coyne Racing | Dallara DW12 | Honda  | STP | LBH | ALA 21 | IMS 25 | INDY | DET | ROA 22 | LAG | MDO | IOW | IOW | TOR | GAT | POR | MIL | MIL | NSH | 22    | 34º  |

### Risultati 24 ore di Le Mans
| Anno | Team                      | Co-Piloti                            | Auto     | Classe | Giri | Pos. | Classe Pos. |
| ---- | ------------------------- | ------------------------------------ | -------- | ------ | ---- | ---- | ----------- |
| 2025 | Inter Europol Competition | Jean-Baptiste Simmenauer Nick Boulle | Oreca 07 | LMP2   | 364  | 27°  | 10°         |